# Brachionidium tuberculatum
Brachionidium tuberculatum är en orkidéart som beskrevs av John Lindley. Brachionidium tuberculatum ingår i släktet Brachionidium och familjen orkidéer. Inga underarter finns listade i Catalogue of Life.